# Facetas Deportivas
Facetas Deportivas en un programa de televisión boliviano en el cual se tratan noticias del mundo del deporte, tanto nacional como internacional, siendo uno de los programas más importantes de este país. Fue fundado por el periodista Fernando Nürnberg Zambrana, que es también director y conductor.
Facetas Deportivas, es en la actualidad un diario deportivo en línea que tiene por línea editorial informar los deportes en Bolivia. Esta edición digital se inició en noviembre de 2002.
Desde 2007, se inició el proyecto Facetas Televisión (FTV) y desde 2009, se inició la publicación mensual de Facetas Deportivas Magazine.
A lo largo de su historia, se ha convertido en un programa de primera línea, al transmitir acontecimientos (como los mundiales o las olimpiadas) con recursos propios, sin depender de otros canales

## Historia
El programa de televisión nació en junio de 1977, bajo el nombre de Deportivo 13 que se emitía en el Canal 11 (TV Universitaria de Santa Cruz). Posteriormente, el 20 de marzo de 1978, aparece con el nombre de Facetas Deportivas. Fueron totalmente dependientes de la producción hasta el año 1981, cuando alcanzaron independencia en la producción del programa dentro del canal.
Estuvieron en el Canal 11 hasta 1985, donde se pasaron a Galavisión (hoy Bolivisión) hasta noviembre de 1989, en él se fueron al Canal 9 Teleoriente (asociado de Red ATB). Entre los años 1996 y 1997 tuvieron un efímero paso por el Canal 13 (Red Uno), volviendo luego al Canal 9 Teleoriente, en octubre de 1997 se fueron a la nueva Red UNITEL hasta abril del 2000, año en el pasaron a la naciente Red PAT, hasta agosto de 2005. Posteriormente volvieron a salir, esta vez para el Canal 7 TVB, donde tuvieron un ciclo de dos años (2005-2007), para luego retornar en septiembre del 2007 a la Red PAT, red en la que estuvieron hasta finales del año 2012, cuando se mudan al canal de televisión Full TV de Santa Cruz, además este programa fue la base para el lanzamiento de un canal para Cotas Cable TV llamado Facetas Televisión en 2007, tras tres años este nuevo canal se reformó y en 2010 fue relanzado, estando disponible también para Cotas Cable TV HD.
Tantos cambios de canal pueden deberse a que se buscan las mejores condiciones para que el programa crezca y mejore. Siendo uno de los más longevos de todo el país.

Creo que estamos pendientes de no caer en lo mismo e intentamos darle seriedad a la información, sin perder agresividad y amenidad. Hemos hechos esfuerzos por estar en los eventos deportivos más importantes y eso a la gente le ha gustado y responde con su preferencia y respeto.
 Fernando Nürnberg.

A partir de 2016, ante los 38 años del programa, Facetas trasladó de Full TV a TVU, volviendo al canal donde se estrenó.